# Troika Games
Troika Games是一間位於美國爾灣的电子游戏公司，於1998年由蒂姆·凱恩，伦纳德·博亚尔斯基和傑森·安德森聯合創辦。公司由成立起至2005年結業這數年間，專於製作角色扮演遊戲，所製作的遊戲多受到好評。

## 歷史

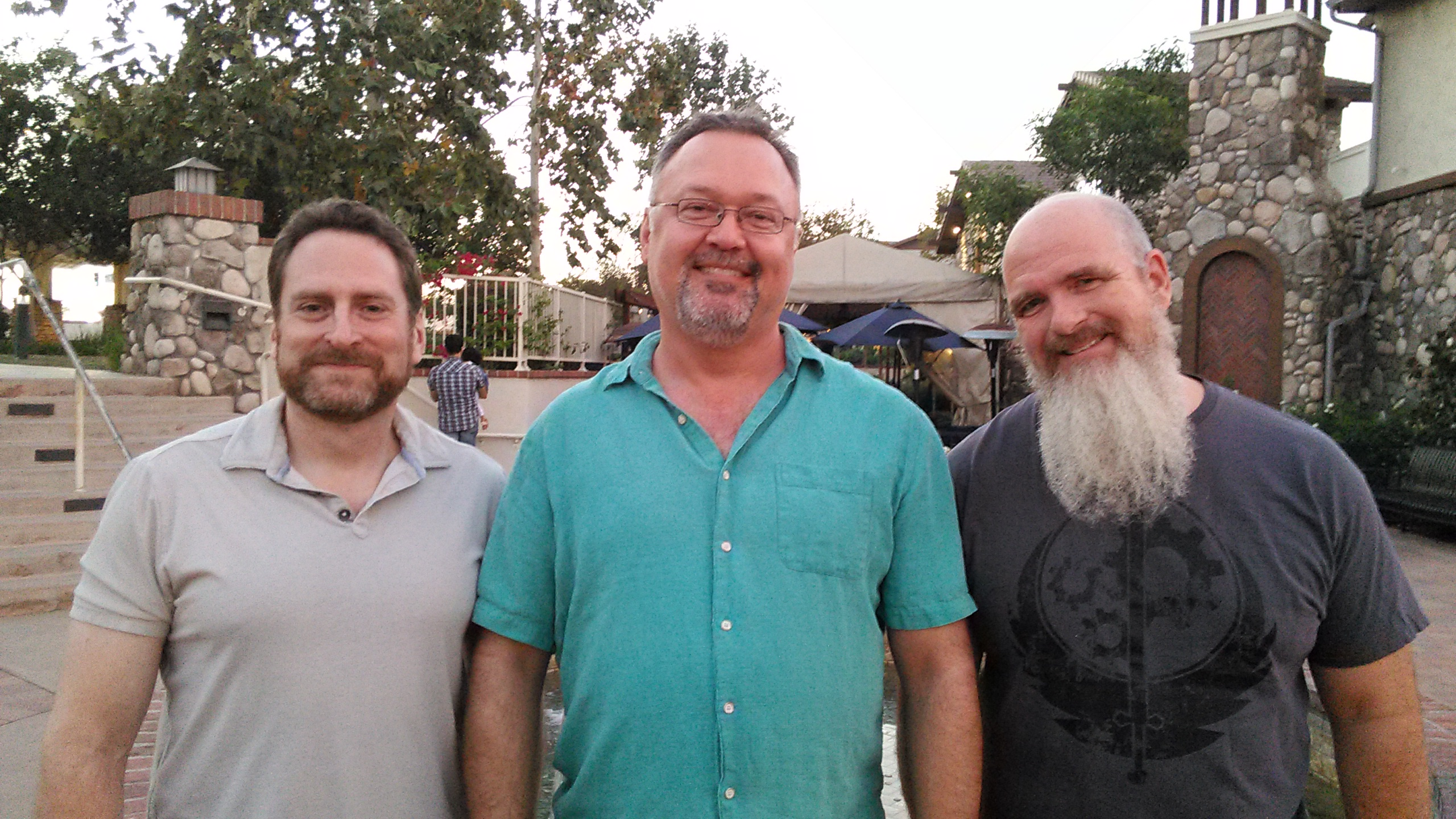
Troika Games聯合創辦人於2017年的合照，從左到右分別為博亚尔斯基，凱恩，安德森

1997年，蒂姆·凱恩，伦纳德·博亚尔斯基和傑森·安德森三人皆為Interplay娛樂員工，正設計《辐射》的續作。然而正當他們完成《辐射2》的初步設計後，未能與公司就未來團隊結構達成共識，於是決定共同辭職，另起爐灶。1998年4月1日，公司成立，名Troika Games。安德森指，Troika是指一部傑出的電子遊戲不可缺少的三個元素：設計、美術、程式，而他們三人分別擅長於其中一項。
公司成立初期，原計劃只為雪樂山開發遊戲。但雪樂山內部問題不斷，進行多次重組和裁員。因此，Troika Games所開發的三款遊戲，僅有第一款由雪樂山發行，而其餘兩款亦由不同的發行商發行。儘管開發的遊戲均有不錯的評價，但公司的三位聯合創辦人乏於管理公司業務，銷量每況愈下，他們無更多資金以開發遊戲。公司於2004年底被逼裁員，並在翌年2月24日正式關閉，結束不足七年的營業。

## 遊戲
1998年，亦即Troika Games成立初期，三位聯合創辦人就著手設計首款遊戲——蒸汽朋克角色扮演遊戲《奧秘：蒸汽與魔法》。遊戲初期設計花費了五個月，僅由三人進行開發，直到和雪樂山線上簽訂合同，才將團隊規模擴展到12人。《奧秘》最終在2001年發行，儘管充滿許多遊戲漏洞，但仍在Metacritic獲得81/100的好評，亦為公司三款電子遊戲中最暢銷的。
Troika Games繼發行《奧秘》後又分別開發了兩款遊戲，《灰鹰：邪恶元素的神殿》和《吸血鬼之避世－血族》，兩部皆由桌上角色扮演遊戲改編而成。前者基於《龍與地下城》《邪恶元素的神殿》模組改編，於2003年9月26日由雅達利發行，在Metacritic上獲得了71/100褒貶不一的評分，為三款遊戲中最低。而後者則基於《吸血鬼之避世潜藏》改編，於2004年11月16日由動視發行，受到廣泛好評，並且被電子遊戲網站稱為邪教經典及「flawed masterpiece」（意指：有瑕疵的傑作）。
2004年，Troika Games開發了一款未命名末日幻想角色扮演遊戲。遊戲的截圖被上傳到《辐射》的粉絲網站「No Mutants Allowed」上。創辦人之一的坎承認遊戲為《辐射》的續作，他們原打算在版權轉讓時購買。然而，版權被Interplay娛樂以100多萬美元出售予貝塞斯達軟件。未命名的遊戲無緣發行，博亞雷斯基形容「就如被他人拐走了自己的親女兒般」。

### 遊戲列表
| 年份   | 遊戲                     | 發行       | 平台              |
| ------ | ------------------------ | ---------- | ----------------- |
| 2001年 | 《奧秘：蒸汽與魔法》     | 雪樂山線上 | Microsoft Windows |
| 2003年 | 《灰鹰：邪恶元素的神殿》 | 雅達利     | Microsoft Windows |
| 2004年 | 《吸血鬼之避世－血族》   | 動視       | Microsoft Windows |

## 外部連結
- 官方网站（存檔於互聯網檔案館）
- 莫比遊戲上的Troika Games （页面存档备份，存于）